# 228-as busz (Magyarország)
A 228-as jelzésű autóbuszvonal Komárom és Révkomárom [Komárno] között húzódik, amelyet a MÁV Személyszállítási Zrt. üzemeltet.

## Útvonala
A Komárom-Esztergom megyei Komáromból indul. A városi buszállomásról néhány hétköznapi járat útját kiegészített útvonalon kezdi, ezt az 1-es főúton kezdi el, majd a Szabadság teret és a komáromi termálfürdőt fűzi fel útvonalára, Komárom keleti része után visszatér az autóbusz-állomáshoz közeli Tesco áruházhoz, ahová a többi indítás csatlakozik bele. Az országhatár előtt a fővonali (Budapest–Hegyeshalom–Rajka-vasútvonal) komáromi vasútállomáshoz is tesz kitérést. A Volán-féle nemzetközi járatok legtöbbje az államhatárokon is beiktatott egy megállót, de jelenleg a 228-as buszok már csak nyílegyenesen áthaladnak a túlpartra a 132-es főúton, nem állnak le a Duna folyása felett se.
Ezzel a lendülettel átlépett Szlovákia és Révkomárom területére. A kisvároson belül elsőnek a helyi Hotel Európát keresi fel, aztán a 63-as és 64-es főutak csomópontjában Nagymegyer felé kanyarodik. Onnan a révkomáromi kórház előtti a soron levő megálló legvégül a révkomáromi vasútállomásra érkezik.

## Közlekedése
Indításai a hét minden napján történnek egy 2022-ben beszerzett BYD K9UB elektromos szólóbusszal. Észak- és Dél-Komárom között hétköznap 11, hétvégén 7 járatpár közlekedik.
| Viszonylat                                 | Indításszám | Közlekedési rend |
| ------------------------------------------ | ----------- | ---------------- |
| Komárom, aut. áll. – Révkomárom, aut. áll. | 11 pár      | munkanapokon     |
| Komárom, aut. áll. – Révkomárom, aut. áll. | 7 pár       | hétvégén         |

### Csatlakozást biztosít
- Komárom vasútállomáson – Tatabánya–Budapest felé/felől vonatra (Budapest–Hegyeshalom–Rajka-vasútvonal)

## Megállóhelyei
| 0                                    | 0 | Komárom, autóbusz-állomás végállomás                                | 0.0 km | 0.0 km | 2, 2T, 3, 3A, 23, 23K, 32, 32K 803, 8465, 8466, 8467, 8472, 8479, 8624, 8660, 8661, 8670, 8671, 8673, 8682, 8687, 8697, 8727, 8740 1721, 1824 |
| Munkanapokon 6 járat által érintett. |   |                                                                     |        |        | |
| ∫                                    | 1 | Komárom, Szabadság tér                                              | ∫      | 1.2 km | 3, 3A, 3K, 23, 23K 803, 8465, 8466, 8467, 8472, 8479, 8660, 8661, 8687, 8727, 8740 1721, 1824                                                 |
| ∫                                    | 2 | Komárom, termálfürdő                                                | ∫      | 2.0 km | 3, 3K, 23, 23K 803, 8467, 8661, 8740 1824 |
| 1                                    | 3 | Komárom, Tesco áruház                                               | 0.5 km | 3.1 km | |
| 2                                    | 4 | Komárom vasútállomás                                                | 1.7 km | 4.3 km | 2, 2T S10 , G10 , S74 , S150 , IC, gyorsvonat, személyvonat – Komárom (1, 1T, 5)                                                              |
| Magyarország – Szlovákia országhatár |   |                                                                     |        |        | |
| 3                                    | 5 | Komárno, Hotel Európa Révkomárom, Hotel Európa                      | 3.4 km | 6.0 km | |
| 4                                    | 6 | Komárno, Nemocnica Révkomárom, kórház                               | 4.3 km | 6.9 km | 2, 3 |
| 5                                    | 7 | Komárno, Autobusová stanica Révkomárom, autóbusz-állomás végállomás | 4.8 km | 7.4 km | 2, 3 201427 expresszvonat, személyvonat – Révkomárom (131, 135)                                                                               |